# Авлабарі (станція метро)
41°41′32″ пн. ш. 44°48′54″ сх. д. / 41.69222° пн. ш. 44.81500° сх. д.
«Авлабарі» ( (груз. ავლაბარი)) колишня "26 Комісарі» (груз. 26 კომისარი — 26 Комісарів) — станція Ахметелі-Варкетільської лінії Тбіліського метрополітену, розташовується між станціями Тавісуплебіс моедані і 300 Арагвелі.
Сучасна назва станції — по історичному кварталу Тбілісі Авлабарі, назва якого в свою чергу походить від арабського терміна "квартал за стінами міста». У радянський час квартал іменувався на честь 26 бакинських комісарів .
Відкрита року 6 листопада 1967 до 50-річчя Жовтневої революції, у складі другої ділянки Ленініс моедані - 300 Арагвелі. У 2007 реконструйована.
Пілонна трисклепінна станція. Похилий хід має тристрічковий ескалатор і починається з північного торця станції.

## Ресурси Інтернету
- Тбіліський метрополітен [Архівовано 19 травня 2014 у Wayback Machine.](англ.)
- Тбіліський метрополітен(груз.)